# 三原憲三
三原 憲三（みはら けんぞう、1932年11月24日 - 2014年6月15日）は、日本の法学者。刑法学者。弁護士。朝日大学名誉教授。朝日大学大学院法学研究科客員教授。博士（法学）（明治大学、1992年）。

## 人物
香川県生まれ。1951年香川県立丸亀高等学校卒業。1956年明治大学法学部卒業。1958年明治大学大学院法学研究科修士課程修了。明治大学法学部助手などを経て、1971年創価大学法学部専任講師に就任。1973年創価大学法学部助教授。1980年創価大学法学部教授。1981年創価大学大学院法学研究科教授。1984年創価大学通信教育部副部長（〜1987年）。1987年朝日大学法学部教授。1991年朝日大学法学部長（〜1997年）。1992年朝日大学大学院法学研究科研究科長を兼ねる。学校法人朝日大学評議員（〜2010年）。1997年学校法人朝日大学理事。2001年再び、朝日大学法学部長。2005年弁護士登録。2010年朝日大学を退職。同名誉教授。朝日大学大学院法学研究科客員教授。
このほか、ボン大学（1978〜1979年、1987年）、ミュンスター大学（1987年）に研究留学。1972年明治大学法学部（〜2003年）、1984年法務大臣より保護司委嘱（〜1992年）、1997年札幌大学大学院法学研究科（〜2010年）、2004年明治大学法科大学院の非常勤講師（〜2010年）、犯罪と非行に関する全国協議会理事も務めた。
死刑廃止論者であり、死刑の是非に関するフォーラムなどでも数多く公演し、数多くの死刑の存廃に関する著書を発表している。1987年に朝日大学の法学部法学科開設に伴って同大学に招かれて教員に就き、以後、大学院法学研究科の創設を手掛けるなど朝日大学内の法学部拡充に尽力した。また、同大学の法学部長や理事に就くなど学内行政にも参与した。なお、母校の明治大学がロースクールを開設したため、母校で教鞭をとった。

## 受賞歴
東京保護司会連盟表彰（1989年）
2011年秋の叙勲において、「瑞宝小緩章」を受章

## 業績
- 『誤判と死刑廃止論』（成文堂、2011年）
- 『死刑廃止の研究　第6版』（成文堂、2010年）
- 『死刑存廃論の系譜　第6版』（成文堂、2008年）
- 『新版　刑法各論』（成文堂、2009年）
- 津田重憲と共著『刑法総論講義　第5版』（成文堂、2009年）

などほか多数。